# François Louis Ganshof
François Marie Arthur Louis Ganshof, il quale si firmò spesso come François L. Ganshof (Bruges, 14 marzo 1895 – Woluwe-Saint-Pierre, 26 luglio 1980), era un professore e storico universitario belga, specializzato nel Medioevo e nella storia del diritto.

## Biografia
François Louis Ganshof era il nipote di François Ganshof (1842-1915), originario di Werden (Germania) e che si era stabilito a Bruges; egli era l'amministratore delegato della Banca delle Fiandre occidentali e aveva sposato Wilhelmine Birken (1835-1918), originaria di Krefeld (Germania). François era il figlio di Arthur Ganshof (1867-1929), un avvocato del Burreau di Bruges e comandante degli "Chasseurs éclaireurs" (Guardia civica). Sua madre era Louise Van der Meersch (1873-1947). Nella casa in cui vivevano possedeva un salone letterario che ospitava grandi nomi della letteratura francese. Era il fratello del ministro Walter Ganshof van der Meersch (1900-1993) e dell'ufficiale di carriera Georges Ganshof van der Meersch (1898-1973), che ai Giochi olimpici del 1936 partecipò alle finali di equitazione, nel salto individuale ad ostacoli, arrivando quarto. A differenza dei suoi fratelli, François non ha sfruttato la possibilità, concessa per i suoi figli dal padre, di aggiungere il nome della madre al cognome: egli infatti aveva già condotto diversi studi nel suo campo di specializzazione e temeva di creare confusione.
Durante l'adolescenza, Ganshof si convertì al protestantesimo e rimase fedele a questa scelta. Divenne membro del Concistoro della Chiesa protestante a Bruxelles (1937-1947) ed è stato attivo nella Facoltà di teologia protestante a Bruxelles. Dopo gli studi all'Ateneo reale di Bruges, Ganshof si iscrisse all'università di Gand nel 1913. Si offrì volontario nel 1914 durante la prima guerra mondiale e raggiunse nel 1919 il grado di secondo luogotenente. Nello stesso anno fu assegnato alla delegazione belga ai negoziati di pace a Versailles. Nel 1920 sposò Nell Kirkpatrick, nativa di Closeburn (Scozia), figlia dell'avvocato John Kirkpatrick e Henriette Rolin-Jaequemyns, figlia di Gustave Rolin-Jaequemyns. Essi ebbero tre figlie e un figlio.

### Storico
Nel 1921, beneficiando di una procedura rapida concessa ai veterani, fu promosso dottore in filosofia e lettere (storia). L'anno seguente ottenne un dottorato in giurisprudenza. Andò quindi con un anno a studiare alla Sorbona. Nel 1923 divenne docente all'università di Gand, tenendo corsi in francese e olandese. Nel 1930 succedette al professore Henri Pirenne, che, a causa dell'olandalizzazione dell'università, lasciò Gand. Ganshof continuò la sua carriera come insegnante ordinario, fino a diventare insegnante emerito nel 1961. Era presidente della Commissione reale per la pubblicazione di vecchie leggi e ordinanze.

### Seconda guerra mondiale
Ganshof partecipò alla campagna dei 18 giorni nel maggio 1940. Quindi tornò all'università. Nel settembre 1944 suo fratello Walter lo incaricò di ispezionare un campo per le persone accusate di incivismo. Già dal 14 settembre, si trovò nella sua città natale, che era appena stata liberata, per esaminare come veniva condotta la detenzione degli indagati. Firmò i suoi rapporti con il grado di capitano-comandante e infine lasciò l'esercito con il grado di maggiore.

## Onorificenze
- Nel 1946 Ganshof ricevette il Prix Francqui.
- Nel 1975 ha ricoperto la cattedra Francqui all'Università Università cattolica di Lovanio .
- Ha ricevuto il premio quinquennale per le scienze storiche (1951-1955).
- È stato membro della Accademia reale fiamminga del Belgio per le scienze e le arti, dell'Istituto di Francia (Parigi), della Koninklijke Academie der Wetenschappen (Amsterdam), della British Academy (Londra), dell'Akademie der Wissenschaften (Vienna) e delle accademie di Boston, Spoleto, Modena, Berlino e Monaco.
- Membro del consiglio centrale della Monumenta Germaniae Historica dal 1954.
- Dottore honoris causa delle università di Algeri, Bordeaux, Digione, Grenoble, Montpellier, Parigi, Poitiers, Rennes, Lilla, Strasburgo, Cambridge, Glasgow e Londra.

## Apprezzamento
Per storici del suo tempo, Ganshof era considerato un eminente intenditore della struttura legale del feudalesimo medievale. Specialista dell'era carolingia, ha pubblicato su molti aspetti del governo di Carlo Magno.
In generale, la sua grande erudizione è stata considerata "senza pari" ed è stato elogiato per il grande rigore con cui ha prodotto i suoi studi, senza lasciare spazio a ipotesi o supposizioni.

## Pubblicazioni
François Ganshof ha pubblicato più di 150 libri e articoli scientifici, tra cui:
- Etude sur l'administration de la justice dans la région bourguignonne de la fin du Xe au début du XIIIe siècle, Paris, 1921
- La juridiction du seigneur sur son vassal à l'époque carolingienne, Bruxelles, 1922
- L'attelage antique, S.l., 1926
- Étude sur les ministeriales en Flandre et en Lotharingie, Bruxelles, 1926
- La colonisation franque et le règne agraire en basse Belgique, Paris, 1928
- Etude sur le faussement de jugement dans le droit flamand des XIIe et XIIIe siècles, Merksplas, 1935
- Marco Polo's reizen, Anvers, 1936
- Brugge als wereldhaven, Anvers, 1939
- Les transformations de l'organisation judiciaire dans le comté de Flandre jusqu'à l'avénement de la maison de Bourgogne, Bruxelles, 1939
- Over stadsontwikkeling tussen Loire en Rijn gedurende de Middeleeuwen (1941, version française en 1943) considéré par les historiens comme 'manuel irremplaçable' en matière de développement urbain.
- La Flandre sous les premiers comtes (1943) en Vlaanderen onder de eerste graven (1944)
- Qu'est-ce que la féodalité ?, Bruxelles, 1944. Ce livre est considéré comme l'œuvre maîtresse de Ganshof, produit de plus de vingt années d'études. Après sa publication en français, des traductions parurent en anglais, allemand, portugais, espagnol et japonais. Une nouvelle version revue et corrigée est parue en 1982 (Paris, Taillandier, 300 p.).
- Geschiedenis van de middeleeuwsche instellingen: instellingen van West-Europa, Gand, 1946-47
- Medieval agrarian society in its prime: France, The Low Countries and Western Germany, Wetteren, 1947
- La fin du règne de Charlemagne, Zürich, 1948
- The imperial coronation of Charlemagne, Glasgow, 1949
- Het statuut van de vreemdeling in het Frankische Rijk, Bruxelles, 1956
- De internationale betrekkingen van het Frankisch Rijk onder de Merowingen, Bruxelles, 1960
- De internationale betrekkingen van het Frankisch Rijk onder de Karolingen, Bruxelles, 1963
- Het Judicium crucis in het Frankisch recht, Bruxelles, 1963
- Le droit urbain en Flandre au début de la première phase de son histoire, 1127, Bruxelles, 1965
- Charlemagne : sa personnalité, son héritage, 1965
- Een kijk op de verhoudingen tussen normatieve beschikkingen en levend recht in het Karolingische Rijk, Brussel, 1965
- The impact of Charlemagne on the institutions of the Frankish realm, 1965
- Een kijk op het regeringsbeleid van Lodewijk de Vrome tijdens de jaren 814 tot 830, Bruxelles, 1967
- Contribution à l'étude de l'application du droit romain et des capitulaires dans la monarchie franque sous les Carolingiens, 1969
- The Carolingians and the Frankish monarchy: studies in Carolingian history, Londres, 1971
- Aantekeningen over het grondbezit van de Sint-Bertijnsabdij en in het bijzonder over haar domein te Poperinge tijdens de 9de eeuw, Bruxelles, 1972
- Bekentenis en foltering in het Frankisch recht, Amsterdam, 1969